# Apanthura excavata
Apanthura excavata är en kräftdjursart som beskrevs av Boris Vladimirovich Mezhov 1976. Apanthura excavata ingår i släktet Apanthura och familjen Anthuridae. Inga underarter finns listade i Catalogue of Life.